# 餃子バル
餃子バル（ぎょうざバル）は、餃子をつまみにアルコールを提供する居酒屋（バル）形態の飲食店の総称。アルコールにあうよう様々な趣向を凝らした餃子を、スペインのバル（居酒屋）のようなスタイルで楽しむ。バルとはバール（bar）のことで、南ヨーロッパで簡易食堂や軽食喫茶店、居酒屋などを指す。

## 歴史
「バル」とは南欧に見られる飲食店の形態で、日中は喫茶店、夜は酒場として機能する店舗である。日本でも20世紀末頃からバルを名乗る店が開かれるようになり、「スペインバル」「イタリアバル」などの国名のほか、「肉バル」「魚介バル」といった素材の名称を冠する店も見られるようになった。
さまざまなバルが開店する中、餃子を扱うバルとして登場したのが餃子バルである。それまで餃子は専門店やラーメン店で、ビールと合わせて食べるものであり、男性的なイメージが強かった。これに対し餃子バルは、ワインやシャンパンなどを飲み物に、バル形式で餃子を供することで女性客の集客を図った。
餃子バルの元祖は、高円寺に開店した「餃子バル」（店名）である。専門店で餃子を食べ歩いて研究した店主が、ワインエキスパートの妻と組んで開店した:172。また後のブームのはしりと言えるのが、2009年に渋谷に出店した立吉餃子である。当初は通常の餃子専門店であったが:172、餃子にワインを合わせて出し、餃子自体もワインと相性が高まるよう工夫することで、女性客は1.5倍に増えたという。一方、2012年1月にはパリで、やはり餃子とワインを合わせて出す「GYOZA BAR」が開店し、こちらも店の前に行列ができる人気を集めた。
2013年8月にはぐるなびに初めて「餃子バル」なる語が登場し、同様の形態で「餃子バル」を名乗る飲食店も増え始めた。さまざまな飲食店を手掛けるアガリコは2014年、餃子バル「亜GALICO餃子楼」を北千住に開店した。アガリコ社内の独立支援制度を利用した店舗で、後に2018年9月に新宿に出店するなど、店舗数を増やした。既存の店も拡大し、立吉餃子は2016年3月に青山に2店目を出店した:172。パリのGYOZA BARも2014年7月には2店目が開店した。
このパリでの人気と、日本での餃子バルの躍進を結びつける見方もある。2015年8月には、パリの店に感化されたフランス料理のシェフがプロデュースした「ギョウザバー コムアパリ」が開店した。また2014年にシャンパーニュに餃子を合わせて出す「スタンドシャン食」を大阪に出店した店主は、フランスでの流行を聞いて成功を確信し、シャンパーニュに合う餃子を開発して開店に臨んだという:171。
餃子バルという形態による餃子人気は、餃子を扱ったイベントにも影響を及ぼした。2016年10月に中野区で開催されたイベント「餃子フェス」には、5日間で8万人が集まった。2016年9月には「関西餃子バル」と称して飲食店50店が餃子の趣向で競うイベントが、餃子の王将の発祥地である京都の四条大宮で開催された。このイベントは翌2017年1月には西院、大宮、烏丸と範囲を広げて開催されている。
餃子バルという店舗形態に合わせた独自のメニューの開発も進められている。2017年6月に開店した大阪の餃子バル「餃子酒場 餃、」は、焼かずに氷水で締めた「お刺身餃子」を提供している。また東京・中野の「餃子バル ぴこれ」は泡の立つスープの中に水餃子が仕込まれた「泡とエビの水餃子」を開発し、女性客8割がこれを注文する人気を得た。